# NGC 897
NGC 897 este o galaxie spirală situată în constelația Cuptorul. A fost descoperită în 19 octombrie 1835 de către John Herschel.